# International Ultraviolet Explorer
International Ultraviolet Explorer (również: SAS-D, dosł. Międzynarodowy Badacz Ultrafioletu) – satelita do obserwacji astronomicznych w zakresie ultrafioletu, zbudowany i użytkowany od 1978 wspólnie przez NASA, ESA (wówczas ESRO) i brytyjską Science and Engineering Research Council.
Satelita został ostatecznie wyłączony 30 września 1996 o godzinie 18:42 GMT. Oczekiwany czas pracy wynosił 3 lata, a przepracował 18 lat i 9 miesięcy.
Dzięki satelicie wykonano wiele unikatowych obserwacji, m.in.:
- jedyne obserwacje wybuchu supernowej 1987a w ultrafiolecie,
- pierwszą detekcję siarki w komecie (C/1983 H1 (IRAS-Araki-Alcock)),
- obserwacje zderzenia komety Shoemaker-Levy 9 z Jowiszem w ultrafiolecie,
- obserwacje komety Halleya w trakcie zbliżenia do Słońca.

## Budowa i działanie
Za budowę satelity i teleskopu odpowiadało Centrum Lotów Kosmicznych imienia Roberta H. Goddarda. Detektory (kamery telewizyjne Vidicon) dostarczył SERC. ESRO dostarczyło panele ogniw słonecznych i centrum kontroli misji (VILSPA, koło Madrytu). Amerykanie dysponowali 2/3 czasu obserwacyjnego, a ESRO pozostałą częścią.
Satelita miał masę startową 672 kg. Pracował na orbicie geosynchronicznej.
Głównym instrumentem obserwacyjnym był 45-centymetrowy teleskop w układzie Ritcheya-Chrétiena (światłosiła f/15) dostarczający światła do zespołu spektrograficznego, pracującego w zakresie 115–325 nm. Rozdzielczość spektralna wynosiła 0,01 (do magnitudo 12) lub 0,6 nm (do magnitudo 17). Kamery umożliwiały wielogodzinną, nawet 14-godzinną, integrację obrazu.
Satelita był wykorzystywany również do testów technologii łącznościowych i związanych z obserwacjami meteorologicznymi.
Często prowadził jednoczesne obserwacje z innymi obserwatoriami, jak Kosmiczny Teleskop Hubble’a, ROSAT, Teleskop kosmiczny Comptona czy sondami Voyager.
Od 26 stycznia 1978 do 30 września 1996 zebrał ponad 104 000 widm w ultrafiolecie, które wykorzystano w ponad 2500 prac naukowych.